# L’Abergement-de-Varey
L’Abergement-de-Varey – miejscowość i gmina we Francji, w regionie Owernia-Rodan-Alpy, w departamencie Ain.

## Demografia
Według danych na rok 2020 gminę zamieszkiwało 268 osób, a gęstość zaludnienia wynosiła 29,2 osób/km².